# Bačevac
Bačevac est un village de la municipalité de Gradina (Comitat de Virovitica-Podravina) en Croatie. Au recensement de 2011, le village comptait 370 habitants.